# Ваньянь Цзин
Ваньянь Цзин (кит. трад. 完顏璟, пиньинь Wányán Wūlù; 31 августа 1168 — 29 декабря 1208) — шестой император чжурчжэньской империи Цзинь в 1189—1208 годах.

## Биография
Ваньянь Цзин был сыном Ваньянь Юньгуна, внуком императора Цзинь Шицзуна (Ваньянь Улу) и унаследовал трон после смерти деда в январе 1189 года. Он продолжил политику предшественника, поощрявшую использование чжурчжэньского языка и пропаганду чжурчжэньских обычаев. Подданным Цзинь было запрещено носить китайскую одежду, аристократов-чжурчжэней обязали проходить испытание по стрельбе из лука перед сдачей чиновничьего экзамена. В то же время Ваньянь Цзин разрешил чжурчжэням использовать китайские похоронные ритуалы. Он основал конфуцианские храмы во всех префектурах и уездах своей империи.
Любимой наложницей императора была Ли Шиэр. В последние годы своей жизни Ваньянь Цзин дал членам её семьи должности в правительстве и забыл об обязанностях правителя; источники сообщают, что из-за этого империя Цзинь начала приходить в упадок. Тем не менее чжурчжэни смогли отбить вторжение сунских войск в 1206 году и перешли в наступление, заняв ряд городов. 2 ноября 1208 года был подписан мирный договор, по которому император Сун уступил часть своих владений, выплатил контрибуцию, казнил своего канцлера, инициатора войны, и обязался выплачивать ежегодную дань.
Ваньянь Цзин умер 29 декабря 1208 года. Все шесть его сыновей умерли ещё раньше, так что новым императором стал дядя покойного Ваньянь Юнцзи.